# Арсенич, Николай Васильевич
Никола́й Васи́льевич Арсе́нич (псевдонимы: «Арсен», «Березовский», «Григор», «432», «Демьян», «Максим», «Николай», «Михаил»; 27 сентября 1910, село Нижний Березов, Косовский уезд, Королевство Галиции и Лодомерии, Австро-Венгрия — 23 января 1947, село Жуков, Бережанский район, Тернопольская область, СССР) — деятель украинского националистического движения в период Второй мировой войны, генерал (посмертно с 1952 года) и председатель военной контрразведки ОУН (СБ ОУН). Рыцарь Золотого Креста Заслуги (1946).

## Биография
Николай Арсенич родился 27 сентября 1910 года в гуцульской крестьянской семье в селе Нижний Березов, Австро-Венгрия. В 1929 году по польскому указу семья Арсенич добавила к фамилии название села и они стали Арсенич-Березовские. В школе он хорошо учился и интересовался национализмом, в 1920 году в возрасте десяти лет вступил в скаутский Стрыйский «Пласт». С 1922-го по 1928 год учился в Коломыйской гимназии. Гимназия была двуязычной (утарквистичной), и Арсенич участвовал в протестах против двуязычия — срывал государственные гербы со стен заведения. За что из гимназии был исключен. В гимназии вступил в УВО, а с 1929 года — в новосозданную ОУН.
В 1930 году переехал во Львов, где поступил на юридический факультет Львовского университета, во время учёбы был членом редакционного совета еженедельника «Новое село». Являлся активистом легального Союза Украинских Студенческих Организаций в Польше.
В 1937 году был арестован польским МВД. 20 января 1938 года осужден на три года тюремного заключения и шесть лет ограничения прав за принадлежность к ОУН. Сначала отбывал срок в тюрьме «Бригидки», в октябре 1938 года был переведен в лагерь Береза-Картузская. По неизвестным причинам отсидел всего год — вышел на волю в январе 1939 года. 20 марта того же года был арестован вторично за участие в Конгрессе украинского студенчества. Находился в тюрьме «Бригидки» до начала Второй мировой войны. Освободился в сентябре, после того как охрана тюрьмы разбежалась. В конце сентября нелегально перешел границу и перебрался в Краков. В 1939 году проходил подготовку на организованных ОУН курсах подготовки младших командиров.
В том же году учился, а затем и преподавал на курсах в гитлеровском Абвере. В феврале 1940 года в Кракове С. Бандера назначил Арсенича руководителем военной разведки Главного Провода ОУН. В марте 1941 года возглавил Службу Безопасности ОУН. СБ уничтожали польское и еврейское население, и главная тяжесть борьбы с евреями легла не на УПА, а на подчинявшуюся её командованию Службу безопасности ОУН. Под руководством Арсенича была создана большая сеть осведомителей среди населения. Один из коллег охарактеризовал его как «самого жестокого бандеровца, не считающегося ни с какими обстоятельствами и не знающего иных мер влияния, кроме физического уничтожения». Другой работник СБ — Степан Мудрик-Мечник считал что благодаря Арсеничу до 1943 года была обработана схема структуры референтур СБ и план борьбы с Германией и СССР. Из специального сообщения НКГБ УССР от 1944 года: 

Следственная и карательная практика «Службы Безопасности», являясь одним из видов террора, проводимого ОУН-УПА, носит характер, превосходящий по своей мерзости средневековье. Так называемое «цуркування» когда допрашиваемому связывают голову тонким ремнём или крепкой бичевой, а затем постепенно накручивают палкой до тех пор, пока череп не даст трещин, прижигание пяток, избиение — таков метод следствия «Службы Безопасности» ОУН-УПА. Повешение, убийства заподозренных людей и их семей, в том числе, матерей, жён и детей топором, перепиливание пилой — так обычно выполняются приговоры, выносимые следователями полицейско-исполнительных органов «Службы Безопасности» ОУН-УПА
О крайней жестокости сотрудников под руководством Арсенича (с использованием «цуркування» и так далее) рассказывается кроме советских источников также и в украинских. По мнению допрошенного в 1945 году Александра Луцкого Николай Арсенич был националистом до фанатизма, а также был исключительно непримирим к врагам ОУН.
В 1942 году женился на своей секретарше Анне Гунько. С 21 по 23 августа 1943 принял участие в Третьем чрезвычайном большом съезде ОУН (б). В 1944 году в составе ОУН (б) провел переговоры с представителями Гитлера о совместной борьбе против СССР.
23 января 1947 у села Жуков Бережанского района Тернопольской области после того, как был окружен войсками МГБ СССР, застрелил жену Анну Гунько, а затем и себя; его охранник же подорвался на гранате у схрона.
По другим данным, Арсенича и находившихся в схроне ещё троих человек уничтожили оперативники 290-го отдельного мотострелкового полка МГБ СССР.

## Память
- В Нижнем Березове, 2 февраля 1997 года, на школе, где учился Николай Арсенич поставили барельеф[6];
- В Коломые в его честь названа улица[6];
- На месте самоубийства установили крест[6];
- 17 ноября 2013 в селе Нижний Березов был открыт памятник;
- В Новоград-Волынском в ходе декоммунизации одна из улиц названа в честь Николая Арсенича Березовского;
- 27 сентября 2010 г. в Ивано-Франковске, в народном доме «Просвита», 100-летие со дня рождения Арсенича-Березовского отметили вечером памяти, где звучали повстанческие песни в исполнении хора Ивано-Франковской городской организации ОУН «Золотое зарево»;
- 23 мая 2018 г. от имени Координационного совета по увековечиванию памяти награжденных Рыцарей ОУН и УПА в Косове Ивано-Франковской области Золотой крест заслуги УПА (№ 024) передан Василию Арсеничу, племяннику Николая Арсенича;
- Украинский писатель Аркадий Поважный посвятил жизни Арсенича свой роман «Генерал».